# Palazzo da Lezze

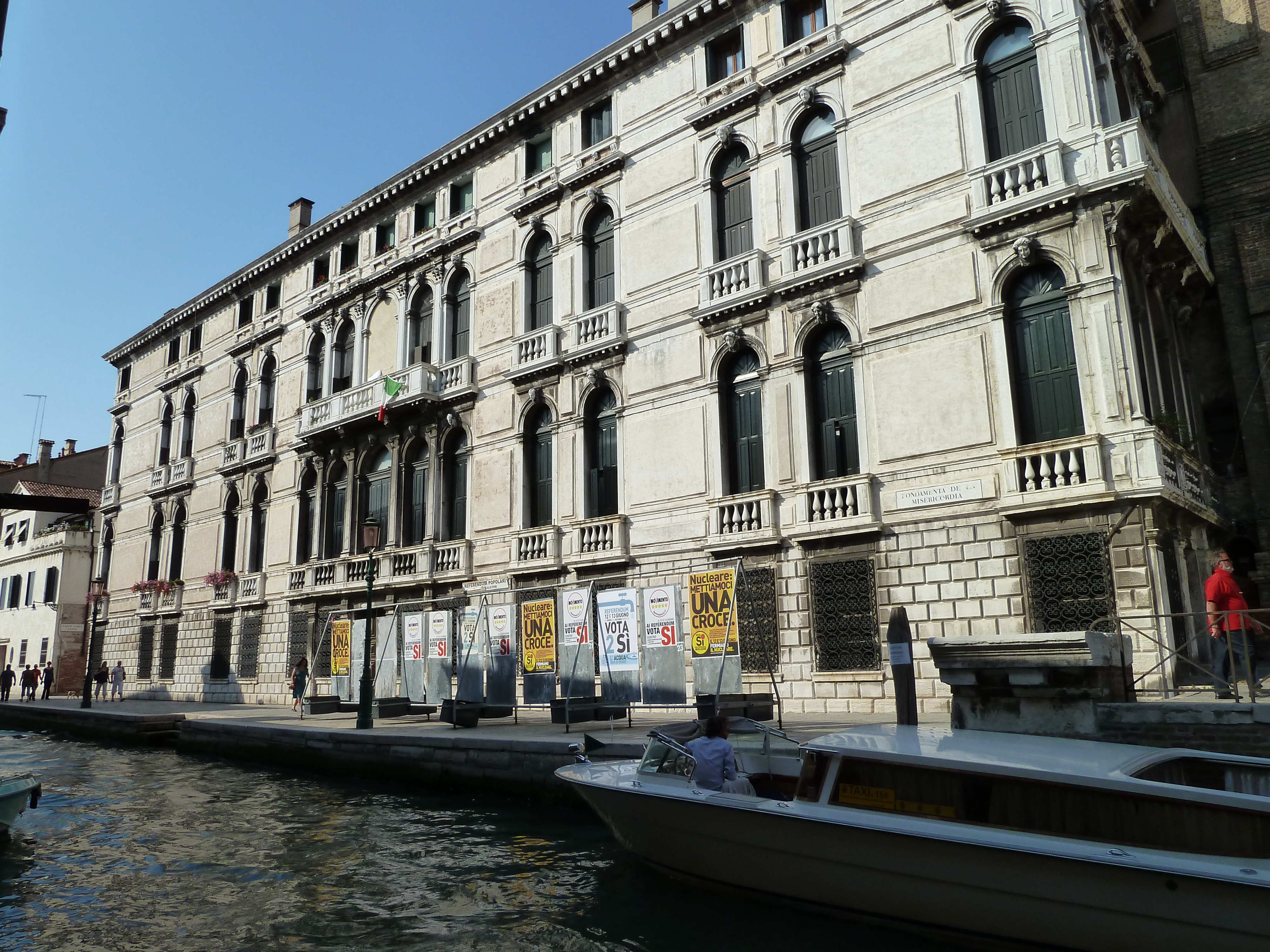
Palazzo da Lezze. Fassade zum Rio de la Misericordia

Palazzo da Lezze, auch Ca’ Lezze, ist ein barocker Palast in Venedig in der italienischen Region Venetien. Er liegt im Sestiere Cannaregio an der Fondamenta de la Misericordia  mit Blick auf den Rio de la Misericordia zwischen der  dem Scuola Nuova della Misericordia und der Calle Largo Lezze.

## Geschichte
Den Hauptteil des Palastes gab Giovanni da Lezze di Andrea (1554–1625) in Auftrag, der 1611–1617 Prokurator von San Marco war. Architekt der 1645–1670 geschaffenen Fassade soll hauptsächlich Baldassare Longhena sein, der 1654 verpflichtet wurde. Longhena hatte auch die Villa der Familie in San Biagio di Callalta entworfen. 1829 kaufte ihn die Familie Antonelli, die dort bis Ende des 19. Jahrhunderts eine Druckerei betrieb. Heute ist der Palast in einzelne Wohnungen aufgeteilt.

## Beschreibung
Das Erdgeschoss des vierstöckigen Gebäudes ist in Bossenwerk ausgeführt, die beiden Hauptgeschosse haben viele Rundbogenfenster mit vorspringenden, balustrierten Balkonen, ähnlich wie beim Ca’ Pesaro. Das Zwischengeschoss unter dem Dach ist mit quadratischen Fenstern versehen.
Im Stadtführer von Sansovino und Martinioni von 1663 wird der Palast, wie folgt, beschrieben:

„(...) groß im Umfang, mit weitläufigen Paraderäumen, eine stark mit Marmor verzierte Fassade mit wunderschönen Steinmetzarbeiten, besonders anmutig und geschmackvoll sind gerade die Frauenköpfe, die an den Schlusssteinen der Fenster und Bögen angebracht sind. Der Innenhof: Auf Marmorfundamenten sind verschiedene Halbstatuen angebracht, Büsten und Köpfe, die emsig von Francesco Cavrioli geformt wurden.“

Ein kleines Casino, das als Garteneingang am Rio de la Sensa gegenüber der Scuola Vecchia della Misericordia, angrenzend an die Scuola Nuova della Misericordia diente, wurde auch von Longhena entworfen; es wurde kürzlich umgebaut und mit modernen Innenräumen versehen.
In den Innenräumen des Palastes gab es einst Decken, die mit Fresken von Giovanni Battista Tiepolo versehen waren, und eine Kunstsammlung. Die Stücke wurden entweder im Laufe des 18. Jahrhunderts verkauft oder nach dem Niedergang der Republik Venedig zerstört oder geraubt.